# Tozama daimyō

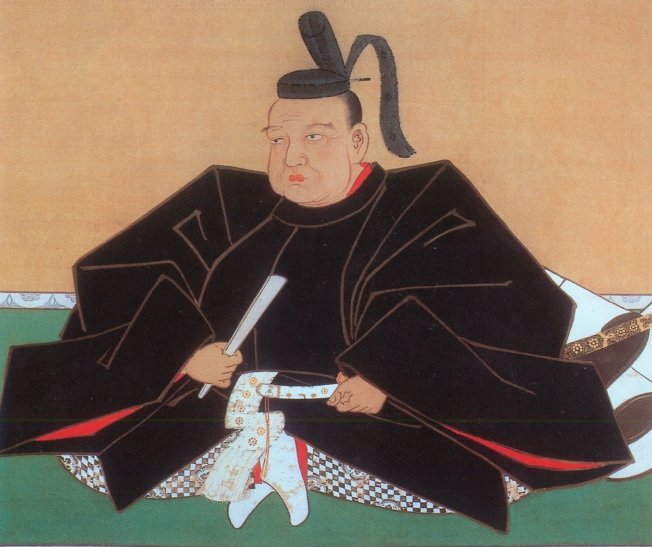
Exemple de portrait peint par Kano Yasunobu représentant Date Masamune, un daimyo de la période d'Azuchi-Momoyama au début de la période Edo.Peinture datant du XVIIe siècle, vers 1676 (4e année d'Enpo), elle est exposée au musée de la ville de Sendai, au Japon

Tozama daimyo (外様大名, tozama daimyō) est un terme utilisé au Japon pendant l'époque de Kamakura et jusqu'à la fin de l'époque d'Edo et qui désigne les daimyos (gouverneurs de province) considérés comme extérieurs au premier cercle des shoguns. Il s'agit des daimyos qui se sont soumis au shogunat Tokugawa après la bataille de Sekigahara.

## Période Edo (1603-1868)
Ieyasu répartit les daimyos en trois classes selon leur proximité avec la famille Tokugawa dirigeante. La classe la plus élevée, celle des shimpan daimyō, comprend les 23 parents de Ieyasu (y compris les branches latérales). La deuxième classe compte les 140 fudai daimyo qui ont rejoint les Tokugawa avant même la bataille de Sekigahara et sont considérés comme alliés. La classe la moins élevée est constituée des tozama daimyō qui se trouvent du côté des vaincus de la bataille.
Cela comprend des daimyos qui ont combattu contre les Tokugawa mais également certains qui ont combattu avec eux. La plupart des grands domaines sont contrôlés par des tozama, le plus important d'entre eux étant le clan Maeda du domaine de Kaga estimé à 1 000 000 koku. La famille Shimazu du domaine de Satsuma, ou encore les Mori, les Date, les Hachisuka et les Uesugi contrôlent également semblables grands domaines. La plupart de ces familles, mais pas toutes, sont installées dans les mêmes régions plusieurs siècles avant l'émergence des Tokugawa.
Tokugawa Ieyasu traite amicalement ses vassaux tozama mais plus tard, entre 1623 et 1626, Tokugawa Iemitsu est moins tolérant avec eux. Principalement dans l'ouest du pays, les tozama daimyō font d'énormes profits avec le commerce extérieur, ce qui constitue une menace pour l'autorité du shogunat qui répond en fermant les ports de Kyushu et de l'ouest du Japon au commerce avec l'étranger (sakoku).
Pour garder les tozama daimyō sous son contrôle, le shogunat place des fudai daimyo dans des lieux stratégiques comme le long des routes importantes ou à proximité des grandes villes. Pendant une grande partie de l'époque d'Edo, le shogunat ne nomme pas de tozama à des postes importants dans le gouvernement. Cela est plutôt réservé aux fudai daimyo. Néanmoins, cette situation change quelque peu pendant la période du bakumatsu (1853-1867), et Matsumae Takahiro, un tozama daimyō, devient même rōjū (« ancien »).
Les tozama daimyō des domaines de Satsuma et de Chōshū (respectivement les clans Shimazu et Mori) sont les principaux artisans de la chute du shogunat Tokugawa durant le bakumatsu. Ralliant d'autres tozama daimyō à leur cause, ils combattent le shogunat, puis Aizu et enfin l'Ōuetsu Reppan Dōmei durant la guerre de Boshin (1868-1869). Pendant les décennies suivantes, la vie politique est dominée par des personnes originaires de Satsuma ou de Chōshū, ce qu'on a appelé l'oligarchie de Meiji.